# Devil Red
Devil Red è un romanzo noir di Joe R. Lansdale del 2010.
È l'ottavo romanzo che ha come protagonisti Hap Collins e Leonard Pine.

## Trama
Hap e Leonard lavorano saltuariamente per Marvin Hanson, che ora fa l'investigatore privato; tra i loro incarichi c'è anche quello di punire due malviventi che hanno borseggiato una vecchietta rompendole una mano. Un giorno sono convocati dal loro capo nel suo ufficio; con lui ci sono una signora di mezza età, Juanita Christopher, e un giornalista amico di lei, Cason Statler. Il figlio della signora, uno studente universitario di Camp Rapture di nome Ted, era stato trovato morto, assieme ad una sua amica, in un parco dove i due erano andati a fare jogging. La polizia non aveva risolto il caso così la madre dell'ucciso si è rivolta a Hanson per scoprire la verità, ipotizzando che si tratti di un duplice omicidio. Tra i primi sospettati vi è June, la sorella mal maritata di Ted, che era stata esclusa dall'eredità. Questa viene visitata da Hap e Leonard nella sua sontuosa villa; risponde alle domande dei due e rivela che Mini, la ragazza di Ted uccisa con lui, era convinta di essere una vampira, come le altre svitate della sua combriccola. Due di queste, Ray Lynn Gonzella detta Godzilla e Tammy Trip, una notte avevano ucciso e dissanguato uno sventurato studente ubriaco che si era parato davanti a loro in bicicletta.
Tornati da Hanson, questi racconta a Hap e Leonard che le ragazze coinvolte nei rituali vampireschi sono tutte morte in modo violento (a Godzilla è successo in prigione) e che presso i loro cadaveri è stato trovato il disegno di una rossa testa di diavolo, che era stato tracciato anche sul tronco di un albero del parco dov'erano morti Ted e Mini. Inoltre la madre di quest'ultima aveva vinto otto milioni di dollari alla lotteria, ed era morta poco dopo aver fatto testamento a favore della figlia, escludendo il marito che ne era il patrigno. Hap e Leonard lo incontrano ad un'asta di bestiame, ma l'uomo appare reticente. Più tardi però egli telefona a Hap dicendosi disposto a parlare, ma quando questi giunge nella roulotte dell'uomo lo trova morto in un lago di sangue, col disegno della testa di diavolo. Hap torna a casa e viene trovato da Brett e da Leonard in uno stato di catatonia. Quando si riprende, va con Leonard a Camp Rapture a trovare Cason per chiedergli delle informazioni; questi mette in moto il suo archivista Mercury, che ha talento nello scovare dettagli e connessioni.
Di ritorno a LaBorde, Hap e Leonard sono aggrediti da Thomas e Chunk, i due balordi che avevano picchiato per punirli del loro borseggio; riescono comunque a sopraffarli, così che i malandrini sono presi in consegna dalla polizia. Vanno poi a Houston con Cason per incontrare Howard Kincaid, padre del ragazzo ucciso dalle sedicenti vampire. Si tratta di un commercialista sessantenne attaccato ad una bombola a ossigeno che tiene come segretaria la sua prima moglie, che si fa chiamare Miss Clinton. Kincaid appare piuttosto stizzito per le domande sull'omicidio del figlio e si dice lieto della sorte capitata alle assassine. Hap e Leonard iniziano a sospettare che egli abbia prezzolato dei sicari e decidono di chiedere informazioni a Cletus Jimson, il boss della Dixie Mafia che hanno conosciuto in precedenza. Gettano scompiglio nel suo locale a New Enterprise costringendolo a farsi vivo; egli comunque risponde alle loro domande con frasi sibilline.
Cason convoca nuovamente Hap e Leonard perché Mercury comunichi loro le sue scoperte: la testa diabolica era comparsa anche presso i cadaveri degli spacciatori dai quali si riforniva l'altra figlia di Kincaid, morta di overdose. Leonard viene poi crivellato di colpi sparati da un SUV mentre torna dal supermercato ed è ricoverato in ospedale in condizioni disperate. Hap sospetta che il mandante dell'agguato sia Jimson e torna a New Enterprise, trovando lui e suoi scagnozzi morti ammazzati. Rientrando a casa, trova ad aspettarlo la killer Vanilla Ride, che gli fa delle rivelazioni sconvolgenti: per uccidere lui e Leonard, Jimson ha ingaggiato lei e "Devil Red", che è il marchio dietro al quale si celano Kincaid e la prima moglie. Vanilla Ride li conosce bene perché sono stati coloro che l'hanno addestrata alla professione di sicaria. Questi hanno messo anche degli ordigni esplosivi nella casa di Brett per uccidere chi aprisse le porte per entrare.
Grazie ad una mappa che Vanilla Ride gli ha tracciato, Hap si reca nella casa di campagna di Kincaid, difesa come una fortezza; vi ritrova la sua amica killer, che ha voluto dargli man forte nell'eliminare i collaboratori di Devil Red. Dopo una lotta forsennata riesce ad aver ragione di Kincaid, che in realtà aveva una notevole forza fisica, mentre la sua alleata liquida la Clinton.
Hap torna infine a LaBorde, dove Leonard riesce miracolosamente a riprendersi.

## Edizioni
- Joe R. Lansdale, Devil Red, traduzione di Luca Conti, Collezione Vintage, Fanucci, 2010, ISBN 978-88-347-1651-9.
- Joe R. Lansdale, Devil Red, traduzione di Luca Conti, Collezione One, Timecrime, 2010, ISBN 978-88-6877-128-7.
- Joe R. Lansdale, Devil Red, traduzione di Luca Conti, Super ET, Einaudi, 2020, ISBN 9788806244453.